# Rue Ambroise-Croizat
La rue Ambroise-Croizat est une voie de communication de Saint-Denis.

## Situation et accès

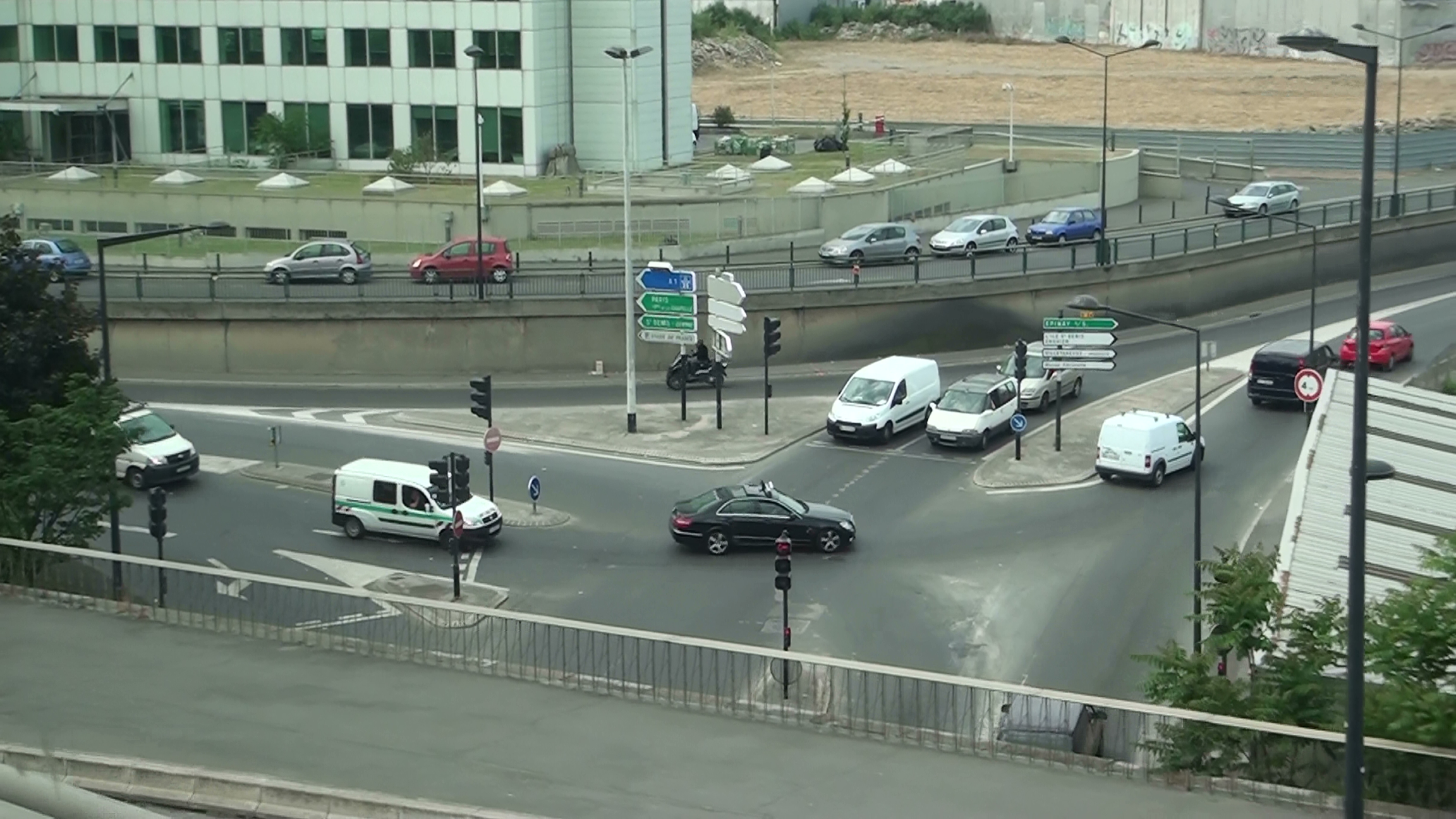
Vue de l'avenue du Président-Wilson, au pont du canal Saint-Denis.

Elle relie la rue Jules-Saulnier (ex route nationale 412), à proximité du Stade de France à la rue Paul-Éluard.
D'une longueur de près de 2 kilomètres, elle borde sur l'essentiel de son tracé le canal Saint-Denis.
A proximité de la gare de Saint-Denis elle a la particularité de parcourir deux ouvrages d'arts successifs : un tunnel qui passe sous la place de la gare, puis un pont qui franchit le canal, parallèle aux voies ferrées (ligne de Paris-Nord à Lille). Cette voie possède également une trémie pour passer sous le boulevard Anatole-France, plus au sud. Sur son dernier tronçon, elle est composée d'une partie haute, qui joue un rôle de desserte locale, et d'une partie basse (voie sur berge) qui joue un rôle de transit.
Elle correspond également à un tronçon de la route départementale 24.

## Origine du nom

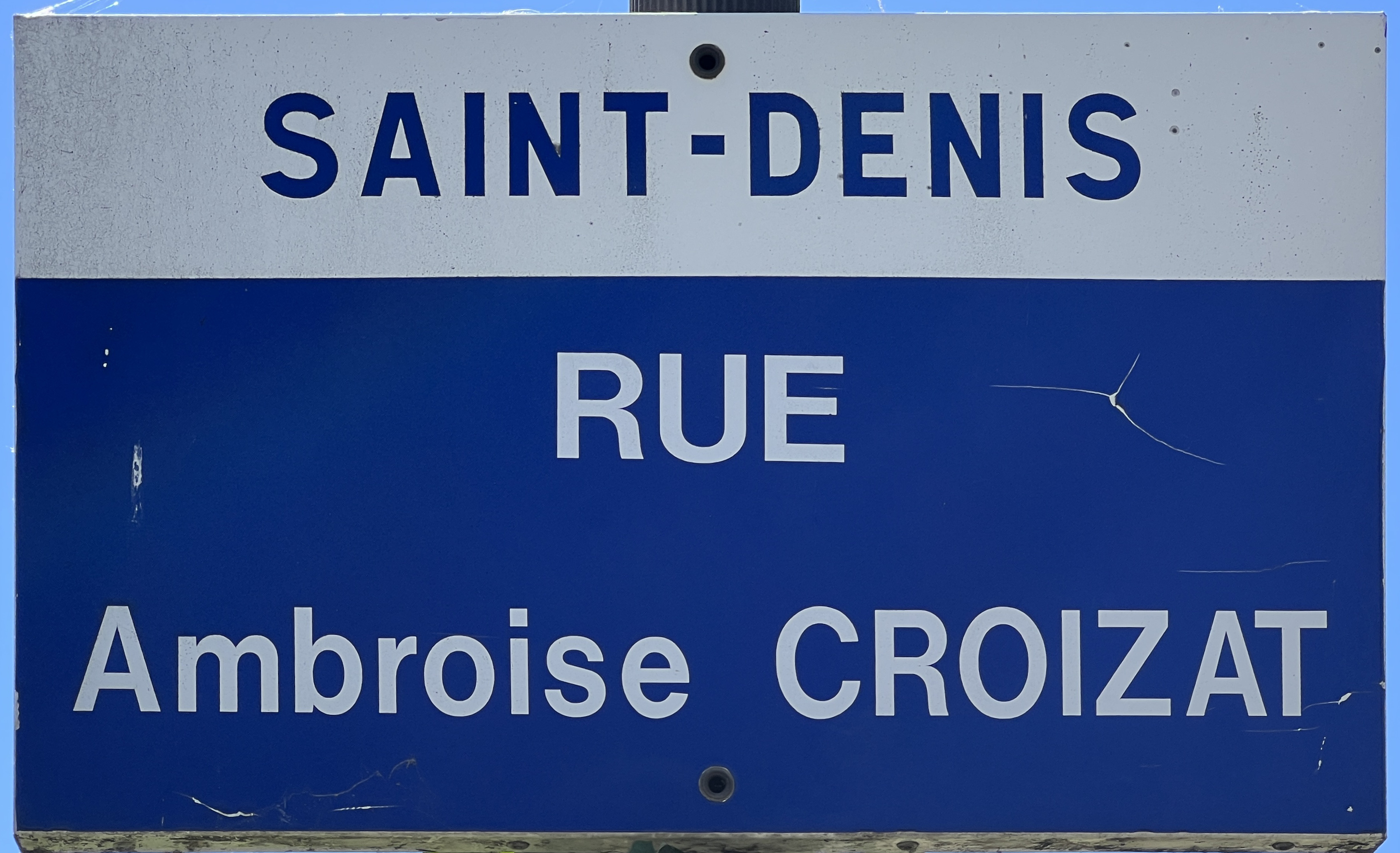
Plaque Rue Ambroise Croizat.

Son nom, depuis le 10 avril 1953, est en référence à Ambroise Croizat, homme politique français (1901 - 1951).

## Historique

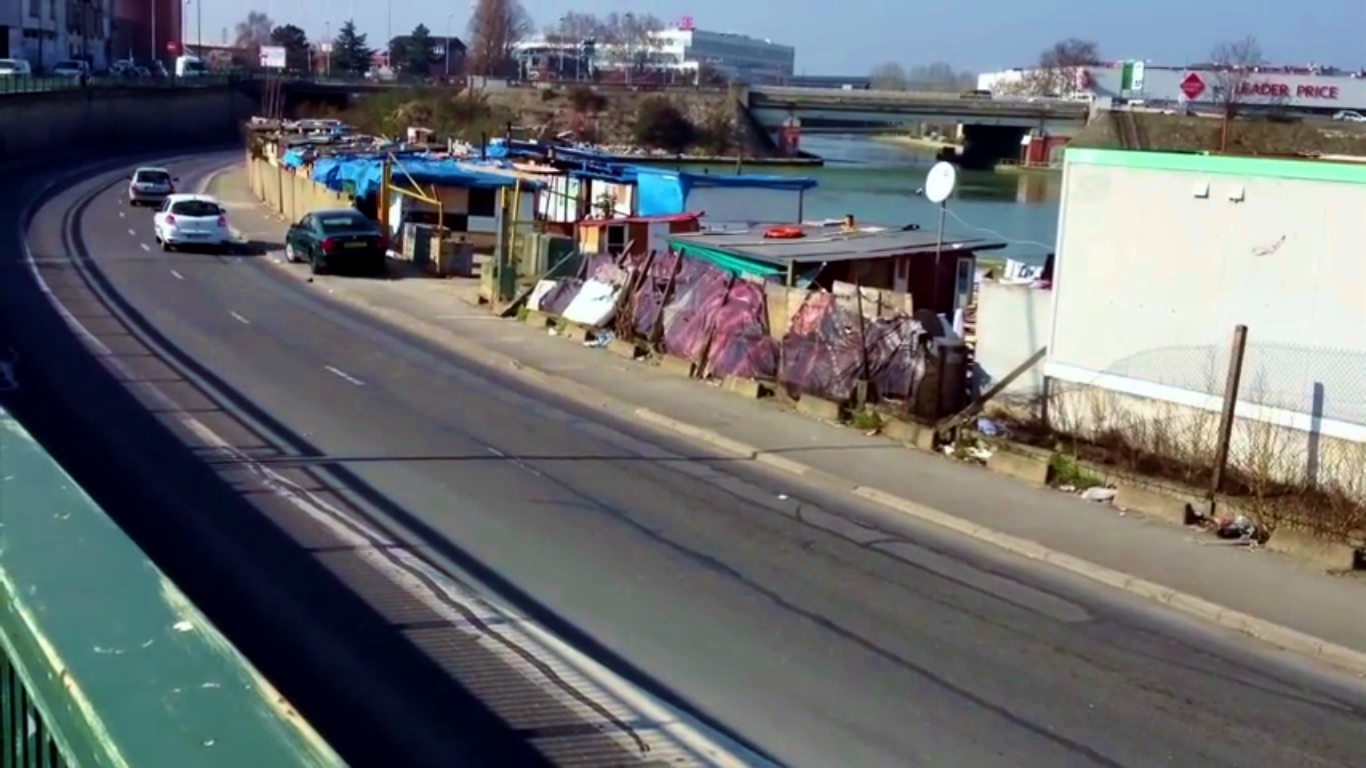
Un camp de Roms en 2015.

Son tracé date du décret de Napoléon Bonaparte, décidant le 29 floréal an X (19 mai 1802) de la construction du canal. Il en fut d'abord la rigole d'assainissement.
Elle fut ensuite ouverte comme la « rue de la Gare », de 1860 à 1864, en référence à la gare de Saint-Denis.

## Bâtiments remarquables et lieux de mémoire

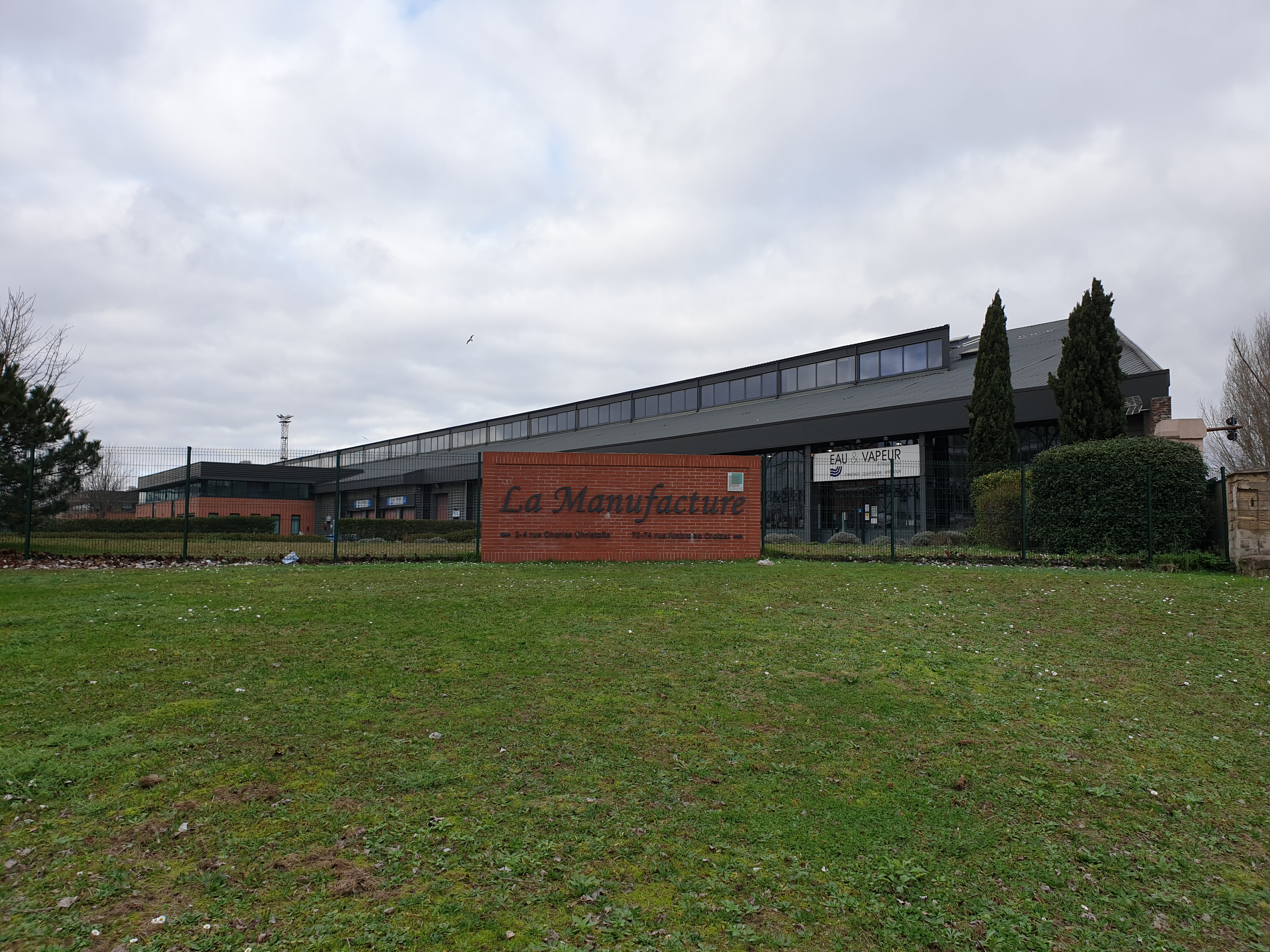
« La Manufacture »

- N°104, puis n°110 : Compagnie générale de construction, installée à cet endroit en 1865[4].
- N°112 : Musée de l'orfèvrerie Bouilhet-Christofle, sur le site de l'usine construite en 1875[5].
- N°162 : Immeuble Paristade, anciens locaux du journal L'Humanité, également accessible par la rue Jules-Saulnier, et actuellement occupé par la société de commerce électronique Veepee[6].
- Passerelle Thiers, construite en 1812, qui franchit le canal Saint-Denis pour rejoindre la rue Denfert-Rochereau[7].